# Ece Çeşmioğlu
Ece Çeşmioğlu Olmez (Estambul, 26 de noviembre de 1990) es una actriz turca conocida por haber interpretado a Ceren Karaman en la serie Iki Aile y a Atike Sultan en la serie Muhteşem Yüzyıl Kösem.

## Carrera
En 2006 se unió al elenco principal de la serie Iki Aile donde dio vida a Ceren Karaman, hasta el final de la serie en el 2008.
En el 2016 se unió al elenco principal de la segunda temporada de la popular serie turca Muhteşem Yüzyıl Kösem: "Muhteşem Yüzyıl Kösem "Bağdat Fatihi IV.Murad" donde interpreta a la princesa Atike Sultan, la hija del Sultán Ahmed I (Ekin Koç) y Kösem Sultan (Beren Saat), hermana gemela del príncipe İbrahim, hermana del Sultán Murad IV, del Sultán Osman II, de los príncipes Şehzade Mehmed, Şehzade Bayezid, Şehzade Kasim y las princesas Ayşe Sultan, Gevherhan Sultan y Fatma Sultan, hasta ahora.

## Vida privada
En 2016 comenzó una relación amorosa con el actor Taner Ölmez, en 2019 anunciaron su compromiso y en diciembre de 2020 revelaron que casarán durante en el verano de 2021.
Se casaron el 28 de junio de 2021.

## Filmografía

### Televisión
| Año       | Título                  | Personaje     |
| --------- | ----------------------- | ------------- |
| 2002      | Çocuklar Duymasın       |               |
| 2004      | Çocuğun Var Derdin Var  |               |
| 2005      | Nehir                   |               |
| 2005      | Gümüş                   | Hilal         |
| 2006-2008 | Iki Aile                | Ceren Karaman |
| 2008      | Eyvah halam             | Asya          |
| 2011-2012 | Firar                   | Bahar         |
| 2012-2013 | Öyle Bir Geçer Zaman Ki | Ayça          |
| 2015      | Yaz'in Öyküsü           | Yaz           |
| 2016      | Kalbim Yangın Yeri      | Sevda Günsoy  |
| 2016-2017 | Muhteşem Yüzyıl Kösem   | Atike Sultan  |
| 2018      | Yuvamdaki Duşman        | Ceren         |
| 2019      | Söz                     | Melisa Yılmaz |

### Películas
| Año  | Título | Personaje | Notas |
| ---- | ------ | --------- | --- |
| 2010 | Ev     | -         | junto a Kerem Atabeyoglu, Alpay Kemal Atalan, Okan Bayülgen, Deniz Celiloglu, Ibrahim Ersoylu y Funda Eryigit |